# Cidippe (figlia di Ochimo)
Cidippe (in greco antico: Κυδίππη?, Kydíppē) è un personaggio della mitologia greca, figlia di Egetoria ed Ochimo.

## Mitologia
Cidippe sposò Cercafo, fratello di suo padre, che in tal modo ereditò il regno dell'isola di Rodi e da tale unione nacquero i figli Lindo, Camiro e Ialiso, i quali una volta morto il padre, decisero di dividere il regno in tre parti fondando ognuno la propria città e dando ad ognuna il proprio nome: Lindo, Camiro e Ialiso.
Secondo una diversa versione della leggenda il padre Ochimo promise sua figlia ad Ocridione, ma Cercafo, che era innamorato di lei, la rapì e non fece più ritorno sull'isola finché Ochimo non fu diventato molto vecchio.